# L'Amant d'un jour
Pour plus de détails, voir Fiche technique et Distribution.
L'Amant d'un jour est un film dramatique français réalisé par Philippe Garrel et sorti en 2017.

## Synopsis
Gilles est professeur de philosophie et entretient une liaison avec une de ses étudiantes, Ariane, qui habite avec lui. Un jour, sa fille, Jeanne, qui a également 23 ans  comme Ariane, revient vivre chez son père à cause d'une rupture amoureuse douloureuse. Les deux jeunes femmes font connaissance et se comprennent.

## Fiche technique
- Titre : L'Amant d'un jour
- Réalisation : Philippe Garrel
- Scénario : Philippe Garrel, Jean-Claude Carrière, Caroline Deruas et Arlette Langmann
- Musique : Jean-Louis Aubert
- Montage : François Gédigier
- Photographie : Renato Berta
- Prise de son : François Musy
- Décors : Emmanuel de Chauvigny
- Costumes : Justine Pearce
- Production : Saïd Ben Saïd et Michel Merkt
  - Coproduction : Olivier Père
  - Production associée : Kevin Chneiweiss
- Sociétés de production : Arte France Cinéma et SBS Productions
  - SOFICA : Soficinéma 13
- Société de distribution : SBS Distribution
- Pays de production :  France
- Genre : drame
- Format : noir et blanc - 2,35:1
- Durée : 76 minutes
- Dates de sortie :
  - France : 19 mai 2017 (Festival de Cannes) ; 31 mai 2017 (sortie nationale)

## Distribution
- Éric Caravaca : Gilles
- Esther Garrel : Jeanne
- Louise Chevillotte : Ariane
- Paul Toucang : Matéo
- Félix Kysyl : Stéphane
- Raphaël Naasz : Le jeune homme à la cigarette
- Nicolas Bridet : Le prof
- Marie Sergeant : Yentel
- Michel Charrel : Le patron du bar
- Justine Bachelet : L'amie du resto
- Christian Bouillette : L'ivrogne
- Laetitia Spigarelli : Narratrice (voix)
- Suzanne de Baecque

## Autour du film
- Un titre de travail était Les Draps de l'aube[1], lequel aurait ainsi fait écho à un précédent film de Philippe Garrel, La Frontière de l'aube (sélection officielle du festival de Cannes 2008), avec Louis Garrel, Laura Smet et Clémentine Poidatz.